# Томас Джейн
Томас Джейн (англ. Thomas Jane, нар. 22 лютого 1969, Балтимор, Меріленд, США) — американський актор.
Кінодебют Томаса Джейна відбувся в 1986 році. Він грав епізодичні ролі, а першу головну роль у кіно отримав у 1998. Джейн також багато працює в театрі. У 2006—2011 роках Томас Джейн одружений з актрисою Патрицією Аркетт.

## Вибрана фільмографія
- 1992 — Немезида / Nemesis
- 1992 — Баффі — винищувачка вампірів / Buffy The Vampire Slayer
- 1996 — Ворон: Місто янголів / The Crow: City of Angels
- 1997 — Без обличчя / Face/Off
- 1997 — Голлівудська конфіденційність / Hollywood Undercover
- 1997 — Ночі в стилі бугі / Boogie Nights
- 1998 — Четвер / (Thursday)
- 1998 — Тонка червона лінія / The Thin Red Line
- 1998 — / The Velocity of Gary
- 1999 — Глибоке синє море / Deep Blue Sea
- 1999 — Магнолія / Magnolia
- 1999 — Моллі / Molly
- 2000 — Під підозрою / Under Suspicion
- 2001 — Спокуса / Original Sin
- 2001 — Рай / Eden
- 2001 — / 61*
- 2002 — Кралечка / The Sweetest Thing
- 2003 — Ловець снів / Dreamcatcher — Генрі
- 2003 — Стендер / Stander
- 2004 — Каратель / The Punisher
- 2007 — Імла / The Mist
- 2007 — Кілер / Killshot
- 2008 — Хроніки мутантів / The Mutant Chronicles
- 2009 — Темна країна / Dark Country
- 2009 — Відправ його в пекло, Мелоун / Give 'em Hell, Malone
- 2014 — Білий птах в заметілі / White Bird in a Blizzard
- 2015 — Простір / The Expanse
- 2015 — Ласкаво просимо до раю / Vice
- 2016 — Сомнія / Before I Wake
- 2017  — 1922 / 1922
- 2017  — Спекотні літні ночі / Hot Summer Nights — сержант Калгун
- 2018 — Хижак / The Predator — Бекслі
- 2018 — Аксель / A.X.L. — Чак Гілл
- 2020 — Грошовий літак| Money Plane
- 2020 — Година істини — Пол Майклсон
- 2020 — Прорив
- 2021 — Попередження — Девід
- 2022 — Вендета — Данте